# Ol-Månsträsket
Ol-Månsträsket är en sjö i Storumans kommun i Lappland och ingår i Umeälvens huvudavrinningsområde. Sjön har en area på 0,622 kvadratkilometer och ligger 277 meter över havet. Sjön avvattnas av vattendraget Sundträskbäcken.

## Delavrinningsområde
Ol-Månsträsket ingår i det delavrinningsområde (722458-158288) som SMHI kallar för Inloppet i Sundträsket. Medelhöjden är 302 meter över havet och ytan är 4,9 kvadratkilometer. Räknas de 3 avrinningsområdena uppströms in blir den ackumulerade arean 31,49 kvadratkilometer. Sundträskbäcken som avvattnar avrinningsområdet har biflödesordning 4, vilket innebär att vattnet flödar genom totalt 4 vattendrag innan det når havet efter 234 kilometer. Avrinningsområdet består mestadels av skog (66 procent) och sankmarker (18 procent). Avrinningsområdet har 0,63 kvadratkilometer vattenytor vilket ger det en sjöprocent på 12,8 procent.